# Tatra 49
Tatra 49 je tříkolový dvoumístný dodávkový automobil vyráběný mezi roky 1929 a 1939 v kopřivnické automobilce na severu Moravy. Při jeho výrobě bylo využito jak částí motoru, tak přední nápravy a řízení z osobních vozidel Tatra 12 a Tatra 30.
Vozidlo se vyrábělo buď v osobní verzi, který se nakonec vytvořil jeden kus, originál je po renovaci v soukromé sbírce v Kopřivnici (ve 21. století vyrobené dvě repliky), nebo v užitkovém provedení, jež měla plošinu vpředu nebo vzadu. Užitkových vozů vyprodukovala automobilka asi dva stovky. Podle jiných zdrojů celkově firma vyrobila asi 210 kusů, přičemž 97 z nich v roce 1930, devět o rok později, další čtyři roku 1932 a mezi roky 1934 a 1939 úhrnem asi 100 vozidel.
Dochovaly se především nákladní vozy, ale i jeden osobní. Renovátoři z firmy Ecorra z Kopřivnice vytvořili repliku tohoto vozu, již dokončili roku 2016. Pracovali na ni více než rok; byla určena pro Lane Motor Museum Jeffa Lanea sídlící v Nashvillu ve Spojených státech amerických. Další nedokončená replika se nachází v Uherském Hradišti.

## Technické údaje
Vůz poháněl čtyřdobý zážehový jednoválcový motor z modelu Tatra 12. Objem jeho válce činil 528 kubických centimetrů a výkon sedm koní při 2500 otáčkách za minutu. Z vozidla Tatra 30 zas pocházel podvozek a přední tuhá náprava. Rozvor vozidla činil 2265 milimetrů a rozchod vpředu měl hodnotu 1300 milimetrů. Celkově mělo vozidlo délku 3300 milimetrů, šířku 1600 milimetrů a na výšku 1300 milimetrů. Rozměry úložné plochy činily 1640 na 1080 milimetrů. Nosnost měla 400 kilogramů a hmotnost Tatry 49 činila 515 kilogramů. Automobil dokázal vyvinout maximální rychlost 55 kilometrů za hodinu a jeho spotřeba se pohybovala na úrovni šesti až osmi litrů na sto kilometrů jízdy.